# 모제타

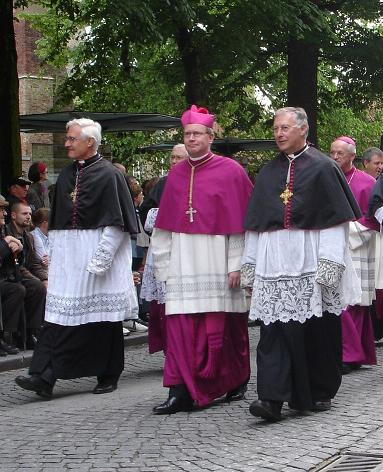
자주색 모제타를 입은 주교와 검은색 모제타를 입은 의전사제

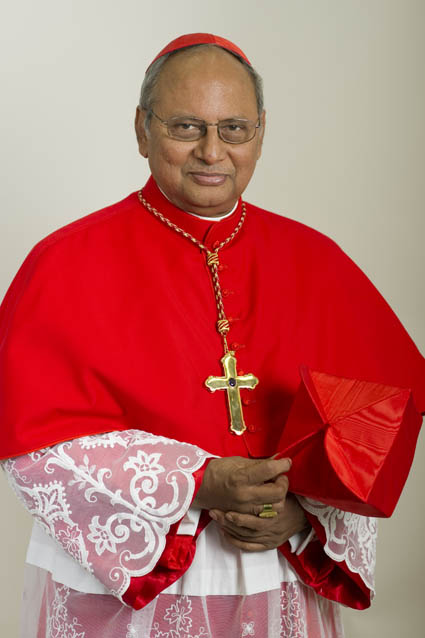
붉은색 모제타를 입은 추기경

모제타(라틴어: Mozeta)는 기독교의 고위 성직자들이 입던 팔꿈치까지 내려오는 짧은 망토로 가슴 앞쪽에서 단추를 채운다. 로마 가톨릭교회의 성직자들 가운데 교황, 추기경, 주교, 아빠스, 의전사제, 수도회 장상들이 입는 의복으로, 성공회의 성직자들이 입기도 한다. 또한, 가대복의 한 요소로도 사용한다. 옛날에는 주교와 추기경들의 모제타 뒤쪽에 작은 두건이 달렸으나, 교황 바오로 6세가 폐지했기 때문에 지금은 없어진 상태다.

## 색상
모제타는 성직자들의 일상 의복이기 때문에 항상 수단(과 가끔씩 다른 성가대 예복)과 같이 입으며, 그 색상에 따라 그 옷을 입은 사람의 교계적 지위를 알 수 있다. 관습에 따라 주교와 주교에 준하는 권한을 가진 이들(자치 수도원장과 성직 자치구장, 주교로 서품받지 않은 교황 대리)은 자주색 모제타를, 추기경은 진홍색 모제타를 입는다. 대성전의 주임 사제와 일부 의전사제들은 붉은색 가두리 장식과 단축가 달린 검은색 모제타를 입는다. 일반 사제는 검은색 모제타를 입을 수 있지만, 일반적으로는 거의 입지 않는다. 일부 수도회(그 중에서도 성 십자가 수도회)에서는 수도복의 일종으로서 검은색 모제타를 입긴 하지만, 대다수 다른 재속사제들은 현재 모제타를 입지 않는다.

## 교황의 모제타

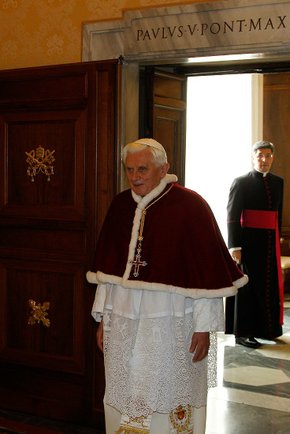
붉은색 겨울용 모제타를 입은 교황 베네딕토 16세

교황용으로는 현재 두 가지 형식의 모제타가 있다. 아무런 장식이 없는 새틴 재질의 여름용 모제타와 흰 담비의 털이 달린 겨울용 벨벳 모제타가 그것이다. 후자의 것은 교황 요한 바오로 2세(1978-2005)의 치세 동안 사용되지 않았다가 교황 베네딕토 16세가 겨울 때 스페인 계단에 행차할 때 다시 겨울용 모제타를 입었다. 이후로 베네딕토 16세는 겨울 때마다 항상 이 모제타를 입고 있다. 전통적인 하얀색 모제타는 바오로 6세를 끝으로 한동안 사용되지 않다가 2008년 부활 주일기간에 다시 도입되었다. 겨울용 모제타에서 여름용 모제타로 갈아입는 것은 한여름 로마의 뜨거운 열기를 피하는 데 효과가 있다. 겨울용 붉은 모제타와 부활절용 하얀 모제타 두 의복의 재도입은 베네딕토 16세 치세의 특징이다. 교황 프란치스코는 모제타를 전혀 착용하지 않고 있다.

## 어깨 망토
어깨 망토는 모제타보다 길이가 더 짧고 가슴 쪽에 단추도 없다. 일반적으로 어깨 망토는 관할권과 통치권을 상징하는 것으로, 교황에서부터 주임 사제까지(보좌 사제와 신학생은 열외) 거의 모든 성직자들이 일상적으로 입는 의상이다. 어떤 나라의 교회에서는 어깨 망토가 달린 장백의와 가대복이 특성화되어 있다.